# A18 (Groot-Brittannië)
De A18 is een hoofdverkeersweg in Engeland.
De weg verbindt Doncaster via Scunthorpe met Ludborough.